# Высшая лига чемпионата России по хоккею с шайбой
Откры́тое Всеросси́йское соревнова́ние среди́ кома́нд Вы́сшей ли́ги — до 2010 года являлось второй по силе лигой профессионального хоккея России после КХЛ. Соревнования Высшей лиги организовывались Федерацией хоккея России. До образования КХЛ являлась лигой, низшей по отношению к Суперлиге.
Последний чемпионат в формате Высшей лиги был проведен в сезоне 2009/2010 годов. Последним чемпионом стала ханты-мансийская «Югра», которая начиная с сезона 2010/2011 начала участвовать в чемпионате КХЛ.
В 2010 году было объявлено, что с сезона 2010/2011 вторым по силе первенством России по хоккею будет являться ВХЛ, которая была призвана заменить Высшую лигу. Большинство участников розыгрыша чемпионата Высшей лиги вместе с некоторыми новыми клубами подали заявки на вступление в новообразованную лигу летом 2010 года.
Таким образом Высшая лига, как второй по силе чемпионат России, де-факто, перестала существовать.

## Формат
На первом этапе команды были разделены на два дивизиона — «Запад» и «Восток». В каждом дивизионе команды играли друг с другом в круговом турнире. С сезона 2008/2009 соревнования проводились в трёх дивизионах: «Запад», «Центр», «Восток». В турнире принимали участие не только российские клубы, но также клубы из Казахстана и Украины.
На втором этапе в 1997—2000 гг. проводился переходный турнир между сильнейшими клубами обоих дивизионов высшей лиги и худшими клубами Суперлиги. Впоследствии переходный турнир был заменён на финальный турнир с участием только команд высшей лиги: с сезона 2000/2001 — в виде кругового турнира, а с сезона 2003/2004 — по системе плей-офф. Лучшие команды финального турнира (1 или 2 в разные годы) получали путёвку в Суперлигу.
C 2008 года команда-победитель плей-офф получает приз — кубок Братины.

### Победители лиги
В предыдущих сезонах победителями Высшей лиги становились следующие клубы:
Высшая лига чемпионата России по хоккею с шайбой:
- 2009/2010 Югра (Ханты-Мансийск)
- 2008/2009 Югра (Ханты-Мансийск)
- 2007/2008 Химик (Воскресенск)
- 2006/2007 Торпедо (Нижний Новгород)
- 2005/2006 Трактор (Челябинск)
- 2004/2005 ХК МВД (Тверь)
- 2003/2004 Молот-Прикамье (Пермь)
- 2002/2003 Торпедо (Нижний Новгород)
- 2001/2002 Сибирь (Новосибирск)
- 2000/2001 Спартак (Москва)
- 1999/2000 Нефтяник (Альметьевск)
- 1998/1999 Торпедо (Нижний Новгород)
- 1997/1998
  - Запад: ХК Липецк
  - Восток: Нефтяник (Альметьевск)
- 1996/1997
  - Запад: ЦСКА
  - Восток: Мечел (Челябинск)
- 1995/1996 СКА-Амур (Хабаровск)
- 1994/1995 Нефтехимик (Нижнекамск)
- 1993/1994 ЦСК ВВС (Самара)
- 1992/1993 ЦСК ВВС (Самара)

## Матчи звёзд
Впервые матч звёзд Высшей лиги состоялся в Кемерове 17 февраля 2004 года. Из сильнейших игроков лиги были составлены сборные Запада и Востока. Стартовые составы команд были определены путём голосования болельщиков. Во второй (и последний) раз матч всех звёзд Высшей лиги прошёл годом позже, 5 февраля 2005 года, в Тюмени. Перед матчами также проводились конкурсы «Мастер-шоу», где участники матча звёзд соревновались друг с другом в различных аспектах хоккейного мастерства.

### Результаты матчей
| Дата               | Счёт матча                                          | Место проведения            | Зрителей |
| ------------------ | --------------------------------------------------- | --------------------------- | -------- |
| 17 февраля 2004 г. | Восток — Запад 8:8 (1:0, 5:5, 2:3), по буллитам 2:1 | Кемерово. СКК «Октябрьский» | 6000     |
| 5 февраля 2005 г.  | Восток — Запад 11:10 (1:1, 8:5, 2:4)                | Тюмень. Дворец спорта       | 3200     |